# راویچ
راویچ (به لاتین: Rawicz) یک شهر، اردوگاه‌های کار اجباری آلمان نازی و گمینا در لهستان است که در گمینا راویچ واقع شده‌است. راویچ ۷٫۸۱ کیلومتر مربع مساحت و ۲۱٬۳۰۱ نفر جمعیت دارد.